# Rotlöstjärnen (Hede socken, Härjedalen, 694483-136349)
Rotlöstjärnen är en sjö i Härjedalens kommun i Härjedalen och ingår i Ljusnans huvudavrinningsområde.